# Marcus Trescothick
Marcus Edward Trescothick est un joueur de cricket né le 27 décembre 1975 à Keynsham, Somerset. Il a disputé 76 test-matchs avec l'équipe d'Angleterre de 2000 à 2006.